# うえきの法則の登場人物
うえきの法則の登場人物（うえきのほうそくのとうじょうじんぶつ）は、福地翼による漫画およびそれを原作とするアニメ『うえきの法則』に登場する架空の人物の一覧である。

## 能力者
神候補に「能力（ちから）」を与えられた中学生。この能力と、人が元々持っている才能「才（ざい）」を駆使して戦う。能力者は非能力者を能力で傷つけると「才」を1つ失い、0になると存在が消滅する（このペナルティは平丸男曰く、「戦いに参加していない者を巻き込まないためのルール」らしい）。また、前半戦では他の能力者に気絶させられると能力者でなくなり、勝った方は「才」が1つ増える。後半戦では最大5人のチーム制を採用し、これ以降は気絶しても能力を失うことはなくなった代わりに、3回戦敗退が決定すると同時にチーム全員が力を失うようになった。また能力には、能力に超能力を追加する第二段階、レベル2と呼ばれるものがある。

### 植木チーム
コバセン、犬丸、ネロを地獄から救い出すために結成。チームワークの良さが武器。負けた場合のペナルティは「死ぬ」。
植木 耕助（うえき こうすけ）
声 - 朴璐美 / 野沢雅子（サンデーCM劇場）
本作の主人公。火野国中学1年。7月4日生まれのA型。
- ゴミを木に変える能力

掌で包めるサイズのゴミを木に変えることのできる能力。コバセンの破壊した木を戻すために借りた能力だが、「めんどくさいからコレでいい」と他の能力を選ばなかった。

森 あい（もり あい）
声 - 川上とも子 / 氷上恭子（サンデーCM劇場）
火野国中学1年。8月8日生まれのA型。植木のクラスメイト。おせっかいなツッコミ役。偶然、空白の才を巡る戦いとどんな状況下でも他人を優先させる植木の危なっかしさを知り、植木を守ることにした。バトルに深く関わっていたため、植木が女子に好かれる才を失った後も普通に接することのできる唯一の一般人の女の子であった。しかしドグラマンションでは能力者のカバラと戦い、非能力者でありながらも頭脳的な作戦で引き分けに持ち込むなどの活躍をした。誰かに庇われることが多いが、彼女自身も非力でありながら体を張って仲間を助けられる勇気を持っている。
その後犬丸に能力を与えられ、神様の通知遅れの都合で三次選考の人員が一人足りなくなったため、途中参加が認められた。しかし犬丸の連絡の不備で長らくその能力の正体が分からなかった。そのため彼女が能力を使ったのはわずか3回（アニメでは2回）である。犬丸が彼女にその能力を与えた理由は「イメージにぴったりだったから…」らしい（本人は名前が格好悪いせいか、能力に少し不満気である）。普段、頭の上に眼鏡を乗せているのは遠視だからであって、本を読んだりする時には眼鏡を掛けるということが最終巻のおまけページで判明している。見た目はグロテスク（というよりはタコまたはイカの足にしか見えない）だがおいしい料理を作る。学校では「あいちん」と呼ばれており、ファンもこの愛称で呼ぶことが多い。
- 相手をメガネ好きに変える能力

文字通り、相手をメガネ大好きにしてしまう洗脳タイプの能力。メガネ好きの度合いは只者ではなく、眼鏡が破損するととてつもない悲しみに襲われる（キルノートンは「自分の命よりも大事」と言っていた）。だが、逆に言えば自身の眼鏡に危険が及ぶ行為はできない。作中では「自滅しなければメガネを壊す」と相手を脅して気絶に追い込ませる手段をとったため、アノンも危険視していた。一方で、負けるか否かを相手任せにするという不安定さを抱えており、確実に心を折るために森はキルノートン戦前に眼鏡を100個用意していた。
- 限定条件：対象がぶりっ娘ポーズ（両拳を顔の前に上げ、右足を後ろに上げる）をする。ただし、この条件を満たしていれば、体の角度など細かい指定はない。

『うえきの法則+』では、火野国中学3年。植木のクラスメート。前作での戦いで、仲間に庇われ続けていたことで、辛い思いをしており、誰にも頼らずに生きていけるようになろうと思っていた。記憶喪失事件の真相を知ったため、チョーク男に始末されそうになったが、植木に助けられた。彼女もキューブを奪われていたため、繁華界に同行することができず、植木が去った直後記憶が失われてしまった。
佐野 清一郎（さの せいいちろう）
声 - 保志総一朗
稲穂中学3年。2月6日生まれのO型。自分の温泉を掘り当てるための「発掘の才」を求めて参戦。当初は犬丸の戦いへの勧誘を拒んでいたが、偶然出会わせた火事場で、中に取り残された子供を助けるために飛び込み、自身も炎に周りを囲まれてしまったとき、犬丸に助けられ、犬丸も自分と同じ性分（佐野はこのような困っている人を見ると思わず助けてしまう性分を損な性分と呼んでいる）の持ち主だと知り、戦いへの参加を決意する。
植木とは平丸男戦において知り合った。当初は植木と平の戦いを静観するつもりだったが、ルールを破って平に協力・植木を倒そうとしたラファティに怒り参戦、平の技から植木を助けたうえ、さらなるラファティの反則によって逆に窮地に陥るが、それでも植木を庇って平の攻撃から守ろうとした（アニメでは実際に炎弾を受けて耐えている）。最終的には植木に助けられ、平を倒した後腹の減った植木に食べ物をあげるなど、彼なりの謝礼をしていた。その後引っ越すことになり、一度大阪に戻った。
彼も空白の才が悪用されないように優勝を目指す、正義の心を持つ男だった。しかし後にカルパッチョに犬丸の命を握られ、「20人能力者を倒せば犬丸のデス・ペンタゴン（天界の超凶悪吸血生物で1度動けば10秒足らずで血を吸い尽くす物。犬丸の後ろ首に付けられていた）を外す」という条件を呑み、止むを得ずロベルト十団に入団していた時期もあった。ロベルト十団にいた時には十団最強の天才とまで謳われ、再登場した時点で既に18人も能力者を倒している。ドグラマンション四回戦にて植木と戦うが、勝負の末に敗れる。真剣勝負に満足し潔く負けを認めるが、カルパッチョに「負ければ犬丸の命は無い」と脅される。その際自ら犠牲になり地獄に落ちた犬丸を助けるため、植木の仲間になった。
彼のバトルにおける持論は「バトルの勝ち負けは能力の強さではなく、どんな工夫をするかで決まる」であり、決して強いとは言えない能力を、創意工夫で生かして自分の能力以上の相手とも互角に渡りあっていた。しかし皮肉にもその考えのため、本心から「強くなりたい」と思ったことがなく、早い段階から自分の能力を使いこなしていたにもかかわらず、なかなかレベル2の能力を得られなかった。そのため、彼がレベル2に目覚めたのは、三次選考でのマシューとの戦いで肉体的にも精神的にも追い詰められて初めて「強くなりたい」と思った時である。四次選考では鈴子たちと共にアノンに挑むも敗北。が、復活して植木を援護し、アノン撃破に一役買った。
メンバーで唯一関西弁をしゃべる。左目の火傷は4歳の時に間歇泉を掘っていた時に出来たもの。なお、彼の着ている浴衣は左前になっており、死に装束ではないか、という質問が読者からきたが、作者が知らずに描いたということが最終巻のおまけページで判明している。だが作者が気付いた後も、佐野は「温泉に入っていないときは死んだも同然」ということにしてあえて変えなかった。また、コミック巻末では、「マイ温泉を持つ」という夢を、ロボットのオッサンに叶えてもらったことがある（しかし、オッサンは水道管を破裂させてしまった、というオチだった）。
- 手ぬぐいを鉄に変える能力

鉄に変える前に、手ぬぐいの形状をある程度変えることにより、「ブーメランカッター」「鉄槍」「鉄発条（スプリング）」などの技を使う。
- レベル2：鉄に磁力を与える超能力＝超磁力
- 限定条件：息を止めている間。

『うえきの法則+』では、高校二年生。全国を温泉巡りしているらしく、森にアフリカの奥地で見つけた「合格祈願温泉」を勧めようとしていた。
鈴子・ジェラード（りんこ・ジェラード）
声 - 能登麻美子 / 松井菜桜子（サンデーCM劇場）
中学3年生。12月24日のAB型。元ロベルト十団員。ジェラード財団の令嬢であったがゆえに友人に金づるとしか扱ってもらえなかったため、仲間というものに対する憧憬と不信感を持っていた。ロベルトのことが好きで、彼に必要とされるままにロベルト十団に所属して作戦参謀を務めていたが、十団同士が仲間に対する思いやりを持っていなかったことと、植木が元の敵さえも自己を投げ出して助ける様子を見て、十団を裏切り植木らと行動を共にする。明神たちとの戦いではテンコと共に身を挺して治療中の植木を守り抜いた。佐野とは喧嘩も多いが、タッグを組むことが多くコンビネーションも抜群である。しかしマリリンT戦では開始直後にマリリンに気絶させられ、リタイアしてしまった。四次選考ではアノンに敗北、その後復活してアノンの攻撃から森を助けた。
無類の動物好きで、巨大なテンコにも「かわいい」と言うほどである（そのため、動物には攻撃できないという弱点も）。普段は優しい女の子だが、前述のように天界のマリリンT戦で全く活躍できなかったことがトラウマとなり、その後は「雑魚」や「役立たず」と言われるとたちまち豹変、慈悲も与えず、相手に彼女の能力の推進力を使った必殺往復ビンタをする、という多重人格になってしまった（バンの「アリンコ」や「ミジンコ」という言葉にも反応を見せていたため、それらの言葉で豹変する可能性も）。
本来は動物好きなのだが、性格が豹変した後はバンの“生きた神器”に対して「顔のついた棒切れを生物とは言わない」という発言もしている（バン本人に対しても彼のリーゼントを「ヘチマ頭」と言い、「むしって豚に食わせる」などとも言っている）。
その姿は「地獄絵図」とも評され、最終回で想い人のロベルトまでもが犠牲者の一人になった。アニメではそのエピソードは無く、何を思ったか自分からロベルトを振ったらしい。
作者の福地が連載後に明かしたところによれば、実は初登場時の構想では植木の仲間になる予定の登場人物ではなかったものの、彼女の過去を明らかにする過程で気が変わり、路線を変更するにあたって容姿も登場時より可愛らしく見えるものへと修正したと明かしている。
- ビーズを爆弾に変える能力

基本的に物体に触れると起爆する仕組みになっている。1m程度の範囲ならば遠隔操作で起爆させることも可能。爆発の推進力を生かして、空を飛ぶ「鈴子ロケット」、ビーズを連続で発射できる「ビーズ砲（キャノン）」、接近戦でのビンタ用（アニメではミサイル並の威力があると言っていた。実際にアノンが放った鉄を一撃で砕いている辺り、威力は相当高い）「グローブ」などの道具を使用する（なおグローブはジェラード財団の技術の粋を集めて作られた物で、ビーズの爆発による推進力を平手打ちに加える。さらに、腕への負担を限りなくゼロに近づけた代物）。
道具は全てジェラード財団製。
- 限定条件：一度手で触れたビーズのみ。

『うえきの法則+』では、高校二年生。外国で暮らしていたが、日本の大学を受験するため引っ越すことになっていた。人間界で事件が起きた日、植木たちと再会することになっていた。
宗屋 ヒデヨシ（そうや ヒデヨシ）
声 - 山口勝平
中学1年生。5月5日生まれのO型。大変ズル賢く人を騙すのがうまいが、心優しい性格で孤児院「たいようの家」の子供たちからは「ズル兄ちゃん」と呼ばれとても慕われている。口癖は「ぶっちゃけ」。初代担当神候補のネロが自分を助けて地獄に堕ちたため、ザックが2代目担当神候補となる。しかしザックは悪人だったために協力するのを嫌い、なおかつ能力者になったのはネロのためであり、空白の才に興味が無かったため戦いを極力避けていた。戦闘能力そのものは低く（ザックも「あいつは弱い」と明言した）、作中で対戦相手をバトルから脱落させたことはない。
だが二次選考直前にザックがヒデヨシをカプーショTに入れるため、たいようの家を破壊しようとしたため植木と共にそれを阻止。その後「優勝したチームのメンバーの中から神候補を多数決で選ぶ」というルールを利用しネロを助けられると知り植木チームに加入した。
トリッキーな戦いを得意とする。カンチョー（マグナムぁ、スーパーマグナムぁあ）、醤油を目にかける（醤油ボンバー、醤油ボンバーダブル）、山葵を鼻に突っ込む（特選ワサビィーム）などの戦法は、セコいながらも精神的ダメージは絶大で、鈴子曰く「二度と相手をしたくない」という噂が十団内で流れていたらしい（しかし十団メンバーとの力の差は明らかで、どうやって敗北を回避したのかは不明）。能力も相手を騙すことにかけては天才的で、グラノT戦ではハッタリだけでグラノを騙し、一度は勝利したこともある。しかしアニメではそのエピソードは丸まるカットされてしまった。
ネロからは「根っからのビビリだが、いざと言う時には人のために命をかけられる目をしている」と評されており、マリリンT戦では窮地に陥った際、佐野から逃がされるものの、引き返してマシューに撃たれる寸前だった佐野と森を助けた（ヒデヨシ自身はその直後にマリリンに倒される）。しかしバロウ戦では出番が無く、本人も役に立てなかったことをその後相当悔やんでいた（出場者を決めるクジに当たらなかった、ただの偶然だが）。四次選考ではアノンを恐れて逃げ出そうとしたが、思い直してバロウを説得して戦場である「道」へ行く。その行動が（結果的に）植木の命を救うことになり、仲間内では密かに英雄扱いされているが本人の知るところではない。
- 声を似顔絵に変える能力

声を似顔絵に変えて壁などに貼り付けられる。似顔絵は自分を中心とした半径10m以内ならば、動物の体内を含めたどのような面にでも貼り付けられ、敵を撹乱するのに役に立つ。また、似顔絵の色も自由に選ぶことができるため、壁などに同化させることも可能。
- 限定条件：似顔絵一枚につき、手足のどれか一本の指を曲げている間のみ持続し、最大20枚まで貼り付けられる。

『うえきの法則+』では、中学三年生。現在も孤児院「たいようの家」で子供たちの面倒を見ている。

### カプーショチーム
ヒデヨシの担当神候補、ザックによって組織されたチーム。全員、ザックを神にしようとしている。二次選考前、ヒデヨシをチームに入れるため、たいようの家を破壊しようとしたが、植木とヒデヨシに倒される。マリリンチームとバロウチームには負けたものの（植木チーム戦はアノンの妨害で不戦勝）、グラノチームには勝っている。三次選考で敗北したため、ペナルティーとしてメンバー全員が結構早めにハゲることになってしまった。
カプーショ
声 - 浅川悠
中学1年生。カプーショチームのリーダー。帽子をかぶった長髪の少年。くどい性格で「勝負はつきについた」「喰らいに喰らえ」などやたらと言葉を繰り返す。『少年サンデー応募者全員サービス 聴くドラマCD うえきの法則 〜新たなる能力者の法則〜』内のカルパッチョの携帯電話のデータによると、フルネームはカプーショ・コール（コオル?）らしい。
ザック、マリオと共にたいようの家にいた子供たちや森を拘束。メンバーの中で唯一ヒデヨシに騙されず、彼の手足を凍らせて能力を封じた。レベル2の能力には植木も一度は氷付けにされたが、最後は旅人に閉じ込められ自分が氷付けになってしまった。冷静な性格だが失格になった時は他のメンバー共々泣いていた。
- 自分の声を冷凍ガスに変える能力

冷凍ガスは水が無くても凍るため、地面を凍らせたりと補助もやってのけた。カプーショが「リセット」と言うことで、冷凍ガスで凍った氷はすべてとける。
- レベル2：赤い冷凍ガスで凍らせたモノは、カプーショの攻撃に対してのみクッキー並に脆くなる超能力。

ヒデヨシの能力と組み合わせれば、あらゆるところから冷凍ガスが発射可能になるため、ヒデヨシをチームに入れようとしていた。
ニコ
声 - 松風雅也
中学2年生。本人いわく「土に潜れば最強」の能力者。金髪ロン毛の少年で、やたらと物事を「美しい」「美しく」と形容するナルシストで、一日一回鏡に映った自分にウットリするのが趣味。
ケンタロウを誘拐してウーゴと共に植木とヒデヨシを誘い出すが、地面に潜る間もなく植木に瞬殺される。その後復活して、たいようの家を破壊しようとするが、再び植木に瞬殺された。
- 美しい髪をドリルに変える能力

土であろうとダイヤであろうと時速300キロという脅威のスピードで掘り進むことができ、さらに移動中は無音。
ウーゴ
声 - 宮田幸季
中学2年生。短髪で両目の周りにペイントをした少年。「あれあれ?」が口癖。少々のんきな性格で、騙されやすい。ヒデヨシを捕まえようとするが、騙されまくり返り討ちにあった。
- ゴム玉を濃硫酸に変える能力

ゴム玉の反動を利用して、ヒデヨシを苦戦させた。
マリオ
声 - 神谷浩史
中学3年生。剃り込みが入った三つ編みの少年。やたら物事に横文字の派手な名称をつけるが、ことごとく無視される。たいようの家でヒデヨシを倒したが、駆けつけた植木の百鬼夜行で倒された。得意科目はイングリッシュ。
- 体をスーパーダイナミックエレガントボール（ただのビリヤード玉）に変える能力

自分の体を巨大なビリヤード玉に変え、回転しながら突進が可能。手や足が無い状態でどうやって回るかは不明。

### グラノチーム
三次選考で最初に植木チームと戦った。芸術家軍団だが、全員ズレた美的センスを持っており、能力もそれに因んだ物になっている。1回戦で植木チームに全員の能力の限定条件を見破られたことや、ペコルがリタイアしたこともあって、結局三次選考で全敗してしまった。三次選考敗北のペナルティーとして、ペコル以外のメンバー全員が恋は40歳まで実らなくなってしまった。
グラノ
声 - 千葉一伸
中学3年生。常に笑顔だが本性は冷酷で、ペコルを単なる道具としか思っていない非道な性格である。原作では自分たちのチームのメンバーを「変な恰好」と言った植木を襲撃しようとしたギタールを諫めるなど、リーダー相応の器も見られる。プラモ知識が異常に豊富（いわゆるマニア）で、ヒデヨシの出す問題に全て正解したほど（しかしどさくさにまぎれて出された「限定条件は何?」という問題にも答えてしまい、一気に不利な状況に）。ヒデヨシの嘘をまともに信じていた。身体的な特徴は、金髪で長い髪、糸目、暑苦しい格好である。模型を「オブジェ（模型）→（オブジェカッコもけい）（アニメでは「オブジェ」で統一）」と言って、最高の芸術と称している（つまり、模型を芸術だと思っている）。ヒデヨシに騙されて巨大フルーツに食われかけたものの逆に食べて脱出。その後ペコルと合流し、巨大ロボットを駆使して植木を苦しめるが、ペコルに裏切られ、植木に自身の光子砲で自爆させられロボを破壊される。最後の手段としてペコルが撮影して作った植木のオブジェを実物化させ植木を倒そうとするも、彼がオブジェの植木を操縦するために叫んだ正義が植木の正義と全く違うものだったため、植木とオブジェのダブル攻撃で倒される（アニメでは「目の前の悪を倒せ」と命令したところ自分が攻撃されてしまった）。「〜っしょ」が口癖。
『少年サンデー応募者全員サービス 聴くドラマCD うえきの法則 〜新たなる能力者の法則〜』内のカルパッチョの携帯電話のデータによると、フルネームはグラノ・モケールらしい。
- オブジェ（模型）を実物に変える能力。

戦車、犬、マシンガン、ヘリコプター、さらには巨大ロボット（名前は危険戦隊ザンパイザー）なども実物化できる。ロボットは神器での攻撃でも少ししか傷つかない強度を誇り、スピードも速い。さらに搭載してある光子砲は山をも消し飛ばす威力がある。オブジェを運べる数に限りがあるため、ペコルの能力と合わせることによって無限にオブジェ（模型）を実物に変えられる。
- レベル2：実物にした物の動かし方が分かる超能力

人間を操作する場合は、その人物の信じるもの（植木の場合は彼の正義）を叫ぶことで命令を下すことができる。
- 限定条件：実物に変えるオブジェ（模型）で1回遊ぶ。遊ぶにあたって効果音を自分で口にしている。

ペコル
声 - 堀江由衣
中学1年生。心優しく気が弱い小柄な少年。いじめに会っている友人のメープル（声 - おかなつこ）を助けられなかったため絶交され、強くなりたいと思っていた。それをグラノたちに漬け込まれ、その能力を利用されていたが、植木との出会いで本当の強さを知る。植木チームとの対戦終了後、リタイアすることで自らこのチームから離脱（一回戦目後での棄権であったため、ペナルティは免除された）。
劇中での描写から能力者としての実力は作中最弱ではあるものの、天界の巨大フルーツの弱点が虫だと気づいて即座に毛虫の写真を撮り、オブジェに変えて投げつけて撃退する機転力や、勇気を出してグラノを見限ってオブジェで頭部を殴打した上に顔面を引っ張って攻撃するなど、意外な活躍を見せている。
- 写真（正確には被写体）を模型に変える能力

グラノのオブジェを写真にとって大量に保管し、随時オブジェに変えて彼に渡していた。ペコル自身は単純に模型が好きだったからこの能力を選んでいた（その際、空白の才には興味が無いと言っていた）。グラノの能力と合わせると強力になるが、単体の能力としては実践向きではないものの、ペコルの応用次第で状況を有利にできる。
ギタール
声 - 伊藤健太郎
中学3年生。金髪とライダースーツ（パンクファッション）が特徴で、ギターケースを背負っている。短気な性格で、原作では自分たちチームのメンバーを「変な恰好」と言った植木に怒って襲撃しようとしたがグラノに止められる。ペコルを従え道具扱いする冷酷さも有している。見た目や名前の通りギターを弾くのかと思いきや、ギターケースに入っているのはカラオケマイク。相棒（マイフレンド）と呼ぶマイクでカラオケロックを歌う（植木と戦いでは、第3章まで熱唱した）。カラオケには自分の曲を選ぶのに必死で自分の歌を聞いてもらえなかったり拍手機能があるため、一人で行くのが好きらしい。ペコルに対して辛く当たっていた。三次選考で植木に能力を見破られ、敗北。カラオケをこの世で最も芸術的（アーティスティック）な音楽だと思っている（つまりカラオケが芸術だと思っている）。「ベイベー!」が口癖。
- 服をバリアに変える能力

バリアの強度は凄まじく、神器による攻撃を悉く防いでいた。なお、百鬼夜行を受け止めた際、普通なら後ろに吹っ飛ぶところを微動だにしていなかったことから、バリアは攻撃のダメージだけでなくその衝撃さえも完璧に防ぎきっていることがわかる。植木にバレるまで「俺は生まれつき不死身」であると嘘をついていた。
- レベル2：バリアに変えた服の内側から衝撃波を出す超能力

ギタールは自分の能力を歌声を衝撃波に変える能力と嘘をついていた。
- 限定条件：1人の服だけしかバリアには変えられない。さらにレベル2の限定条件は、衝撃波は服の内側にしか出せない。

そのため、相手の服を一度バリアに変えてから能力を出していた。
ムーニン
声 - 古川登志夫
中学2年生。作務衣とトンガリ帽子を被り、長髪が特徴。五・七・五の口調で話し、アニメでは趣味は俳句とテロップされていたが、後に「実はダジャレ」と追加された。パステロとコンビを組んでいる。植木に自分たちチームのメンバーを「変な恰好」と言われた際には「哀しかな・時代が我に・ついてこぬ」と、「時代が自分についてこない」旨を述べるなど承認欲求の強い性格であり、仲間にしか自分のセンスを理解してもらえないらしい。それ故に、森にパステロと共に自分たちの芸術を理解してもらえたと思った際には歓喜していたが、それ自体がお世辞で作戦だとバレた際には傷ついて激昂していた。ダジャレを最高のポエム（つまり芸術）と思っている。パステロとのコンビプレーで佐野と鈴子を追い込むも、内輪もめから和解した佐野と鈴子に敗北する。原作では、たまに普通にしゃべっていたが、アニメでは心の声でも五・七・五でしゃべっていた。
- ダジャレを現実に変える能力

「ブタがぶった」などのダジャレを言うことで、その内容を現実にすることができる。
- 限定条件：対象者を笑わせる。

自分に対して能力を使う際には自分が笑う（例：わたくしはタクシーなど）。
パステロ
声 - 桜井敏治
中学2年生。大柄な体型と明るめな笑顔が特徴。性格は子供っぽく繊細であり、植木が自分たちチームのメンバーを「変な恰好」と言われた際には「ネイビーブルーだよー！」と傷ついていたり、森にムーニンと共に自分たちの芸術を理解してもらえたと思った際には歓喜していたが、それ自体がお世辞で作戦だとバレた際には激昂している。巨大な絵筆を背負っていて、「ラッキーパープル」「しょんぼりブルー」など自分の感情を色に例える。ぬり絵を最高の絵画（つまり芸術）だと思っており、アニメでは趣味が絵画とテロップされていたが、後に「実はぬり絵」と追加された。ムーニンとのコンビプレーで佐野と鈴子を追い込むも、内輪もめから和解した佐野と鈴子に敗北する。ムーニンが能力でタクシーに変身した際には、中学生ながらに運転技術を持ち合わせている一面も見られた。
- ぬり絵をワープトンネルに変える能力

ワープトンネルに筆を通して相手をくすぐって、ムーニンの能力の限定条件である「笑わせる」をクリアさせ、ムーニンと強いコンビを誇っていたが、佐野と鈴子に敗れ去る。また、ワープトンネルは凄い勢いで瞬間移動するため回避不能。

### マリリンチーム
政情が不安定だった国で育った幼馴染同士のチームであるため、絆が非常に深い。また、幼少より厳しい訓練を受けてきたため、能力抜きでも高い戦闘力を持つ。このためカプーショチームを5分足らずで倒した実力者たちで、皆、戦うことに快感を覚える。当初は「自分の役目を果たしてこそチーム」、これがチームとしてのモットーだったが、植木チームと戦った後、仲間を守るために戦うという大切さを学んだ。三次選考敗退のペナルティは不明。
マリリン・キャリー
声 - 雪野五月
中学2年生。実家は大富豪の御嬢様。一人称は「私（わたくし）」。趣味はドレス集め。
神様からも「カワイイ」と称される金髪碧眼の美少女。軍人の家に育ったが、戦争が終わった後、父の事業の成功により戦後大富豪となり、戦争で家族を失ったメモリーたち4人を召使いとして引き取り、雇っていた。いつも笑顔で口調も丁寧だが、戦闘では情け容赦の無い攻撃を行う。戦うということに、生きることの充実感を見出している。だがそれは、自分が強くなれば帰ってくると信じていた親しかった父の友人たちが結局生きて戻らなかったという事実が、彼女の心に深いトラウマを残していたことに起因する。本来の彼女は優しい性格で戦いが大嫌いだったが、彼らとの約束を信じて強くなるため戦争が終わって1年が経っても修行を続け、戦うことに自身の存在意義を見出すことで、10年間も彼らの死の事実から目を背けていた。女の身ながら徹底的に戦闘マニュアルを体に叩き込んでおり、佐野、森、ヒデヨシを一瞬で倒すなど、その実力は作中屈指であり、神様からも（「かわいいからとりあえずよし!」という発言があったとはいえ）注目株の1人に挙げられ一目置かれている。植木耕助と戦い、互いの想いを少なからず通わせた。しかし、過去を思い出し、自ら能力を暴走させ、レベル2の制限時間を使いきり自滅した。仲間たちにも自分の無駄だった十年間に付き合わせてしまったことに心の底で罪悪感を覚えていたが、敗北後、メモリーたちの言葉で絆の大切さを取り戻した。
- 一秒を十秒に変える能力

そのため、相手の10倍のスピードで行動することができる。
植木は気付いた直後この能力が短い時間を長い時間に変える能力と推測していた。
- レベル2：1日にマリリンの時間で10分（現実時間で1分）だけ自分の身体能力を2倍にする超能力
- 限定条件：はっきりとした限定条件は分からないが、能力を使っている間は武器を使えないらしい。また、レベル2の能力を10分間使い切ってしまうと、体中の全エネルギーを失い、気絶してしまう諸刃の剣。

マシュー
声 - 三木眞一郎
中学2年生。銃器の扱いを得意とする。ほとんどの言葉の語尾にハートマークをつける（!、?などの感嘆符や疑問符以外）軽い言動が特徴的。右目に眼帯をしているが、失明しているわけではなく、狙撃時のゴーグルもしくはレーダーの役割を果たしている。趣味はナンパの女好きかつミーハーな性格で、多人数の女と温泉に入ることを妄想するなど、思春期の少年らしいスケベな一面もある。
能力を生かした圧倒的火力で佐野を苦しめ、佐野の能力を「クズだ」と嘲っていたが、最後はレベル2に覚醒した佐野の頭脳・戦略に差をつけられ倒された。倒れてしまった後、仲間であるマリリンが笑っていてくれたから今まで頑張ってこれたこと、マリリンを無意識のうちに心の支えにしていることに気付く。始めのうちは、仲間のために戦うという植木チームの方針を馬鹿にしていたが、その大切さに自ら気付く。実はマリリンの抱える心の闇に気付いていたが、どうすることもできなかったことを悔いていた。
- 腕を六本腕に変える能力

ピストル、バズーカ、特殊警棒などと能力を組み合わせて戦う。
バロン
声 - 銀河万丈（幼少期：洞内愛）
中学2年生。ナイフと挌闘を得意とする大柄な男。接続詞を抜いた「バロン、○○○〜」という口調で話す。寡黙で冷静沈着だが、素直すぎるのか思い違いや勘違いをしてしまうことも多い。どんな相手の頼みも（敵でも）聞いてしまい、勝手に騙されて「はかったなぁぁぁぁぁああ!」と叫ぶ（そのため、植木には「損な性格だな」と言われていた）。マリリンのために戦うことこそが自分の運命だと思っている。これは、幼少時に軍事訓練中に辛い思いをしていた際にマリリンから「素直が一番」と励まされ、性格もその影響によるものである。単身でマリリンたちを足止めに来た植木の相手をし、武器と体術を組み合わせた戦いで植木を圧倒するが、その戦法を植木に真似され惜敗。
- 自分の位置をナイフの位置に変える能力

ナイフを投げた場所に瞬間移動できる。カルパッチョのコピーした能力とは異なり、ナイフの位置に自分がワープするため、攻撃をワープしてかわした後すぐさま反撃に転じることができ、ナイフ使いであるバロンの高い格闘能力を遺憾無く発揮できる。
- レベル2：瞬間移動した位置から1メートル以内にいる者全ての足を地に吸いつける超能力（自分も掛かるためにリスクが高い）。

メモリー
声 - 茅原実里
中学2年生。データ分析や作戦立案を得意とする。常に冷静で臨機応変な指示を出せるマリリンチームの参謀兼司令塔。だが小言が多く、軽い性格のマシューとよく衝突する。基本的に後方支援の役が多いが、一般人よりは遥かに戦闘能力は高い。森の能力の最初の犠牲者となり敗れる。森が能力を使った瞬間、止めを刺そうと両手の手袋を口で付け直しつつ走り出した様子がちょうど「ぶりっこポーズ」となっていたことで、その能力に引っかかってしまった。マリリンの心情を理解しており、植木チーム戦に敗れる前までは彼女のことを「マリリン様」と呼んでいたが、敗れた後は昔のように「マリリン」と呼ぶようになった。
- 設計図を完成品に変える能力

トラップの設計図を用いて瞬時に罠を完成させるなど。
- 限定条件：設計図の物を完成させるために必要な材料が揃っている。

プティング
声 - 福原香織
中学2年生。爆弾や煙幕などの扱いを得意とする。メモリーの罠の材料やマシューの武器などを四次元空間に保管しているチームの連携の要。温厚な性格で、いつも「いいじゃないですか。いいじゃないですか。」と言って仲間を宥めている。佐野とヒデヨシの仕掛けた作戦に嵌り、味方のメモリーの罠にかかって倒された。なお、原作では登場時はメモリーと同じくらいだった身長が、最終的にはその半分に縮んでいる。趣味は写経。
- 口を四次元空間の出入り口に変える能力

メモリーの能力に必要な材料をしまっておくことができる。

### バロウチーム
天界人のみで構成されたチーム。全員、植木やロベルトと同様の新天界人（ネオ）である。マーガレットによって組織された、ロベルト十団の上に位置する側近の者たちである。守人の一族の能力や役割は全て知らされており、地獄界統一のためにマーガレット＝アノンの父を神にするという目的を果たすため、四次選考でアノン以外を潰すため戦う。しかしアノンに本性を現したことにより裏切られ、四次選考では植木チームと共闘してアノンと戦った。植木チームは当初バロウをはじめ皆アノンの目的が"人間を滅ぼす"ことだと承知の上でアノンに協力していたものだと思い込んでいた。実力は高く、力をセーブした状態でもマリリンチームを棄権させるほど。負けた場合のペナルティは不明。
バロウ・エシャロット
声 - 河原木志穂
中学1年生。八ツ星天界人。画家の義母に育てられ、本人も絵を描くのが好き。好きな言葉は「お母さん」（アニメ参照）。
自分が本当の息子ではないことを自覚していたため鉄程度の神器が使え、5年前のある日、押し込み強盗と間違えて義母を鉄で傷つけ、声と音を奪ってしまい寝たきりの状態にさせてしまうその後、母親に必死に絵を描いてみせたが母の心に届くことはなく、絵を描いては捨てるという行動を繰り返し、13歳となったある日、自分が天界人であることを呪い絶望するようになる。神器を消すことで人間になり母親とまた幸せに暮らしたいと願い、マーガレットの集めた天界人らのリーダーとなり彼に協力する。
「何よりも大切なのは目的を達成すること」を己の信条とし、勝利のためなら仲間を傷つけることも厭わない。アノンを倒して全てを救おうとする植木を「薄っぺらい正義」と切り捨て、神器をテンコに預けた植木を圧倒するが、レベル2に覚醒した植木のリバースにより状況が逆転。後述の理由により使用を控えていた神器までも繰り出し勝負に出るが、植木の百鬼夜行で現実化した過去像を攻撃され敗北。アニメでは気絶直前に能力で幼い頃聞いた母との思い出を現実化、自分の絵が母の心を動かさなかった理由を悟りながら気絶した。
四次選考でアノンに裏切られた時は、絶望のあまり何もできなかったが、ヒデヨシの言葉に救われる。ヒデヨシと共に電光石火で「道」へ向かい、その行動が間接的に植木の命を救うことになった。
- 過去の映像を現実に変える能力
- 神器は能力と一体化した「デジャビュする神器」（ただし実際に過去にあったことなので厳密にはデジャビュではない）。原作では神器は空の模様だった。現実化できるのはバロウとバロウの放った攻撃に限るらしい（ただしあくまで佐野の推測）。また現在の時間帯に実体化させた過去の自分がダメージを受けると、タイムパラドックスにより現在の自分もダメージを受けるため、本人と一体化している快刀乱麻、百鬼夜行、波花は使いづらい。
- 限定条件：「自分と自分の放った技に限る」と佐野が言っていたが、アニメでは母親の言葉を現実化しているので、定かではない。

バン・ディクート
声 - 竹本英史（神器：三輪勝恵）
中学2年生。緑色のリーゼントヘアーが特徴の不良。何事も全力（マックス）でやらないと気が済まない。見た目や言動は凶悪だが、かわいいものに弱く、生物化した自分の神器にのろけていた。動物を攻撃できない鈴子を一方的に痛めつけたが、「雑魚」と言ってしまったがために（本人は全力を出せない鈴子に対しての叱咤、激励のつもりであったが）、激昂した彼女に連続ビンタで叩きのめされてしまう。すぐに気絶から覚醒するも、バロウに「手負いの彼がまた試合に出ると不利になる」と再び気絶させられてしまった。それでもアニメでは気絶したバロウを真っ先に助け起こしていた。四次選考でアノンの裏切りに怒り、ディエゴスターと共に佐野、鈴子と共闘したが、アノンの鉄から鈴子を庇って倒された。好きな言葉は「喧嘩上等」（アニメ参照）。ディエゴと共に能力を使うことであわせ技「生きた見えない神器」を使うことが可能。
- 無生物を生物に変える能力。
- 神器は能力と一体化した「生きた神器」。健気で主人に忠実な性格だが、怒った鈴子に叩きのめされた。

生きているため、百鬼夜行などは相手を追跡するものとなった。
ディエゴスター
声 - 大川透
中学3年生。坊主スタイルの六ツ星天界人。一人称は「私」。「知恵と力を兼ね備えた者だけが真の"漢（おとこ）"となる」と語る、文武両道の好漢。佐野に気絶させられるが、執念で勝ちをもぎ取った。老け顔は気にしているらしく、オッサン呼ばわりされると怒る。自分たちを裏切ったアノンに「漢ではない」と怒り、バンと共に佐野、鈴子と共闘したが、アノンの鉄から佐野（アニメでは鈴子）を庇って倒された。好きな言葉は「漢」（アニメ参照）。バンと共に能力を使うことで合わせ技「生きた見えない神器」を使うことが可能。
- 物質を無色透明物質に変える能力
- 神器は能力と一体化した「見えざる神器」。

キルノートン
声 - 千葉進歩
中学2年生。六ツ星天界人。何事も前もって策を用意する、本人曰くIQ179で、天才として周りから認知されていたが、森の非常に単純な作戦にいとも簡単に引っかかるなどのバカさ加減も持ち合わせている、紙一重の人物。つけている眼鏡の名前はビアンカ。三次選考ではかなり雑なプランで森にメガネ好きにされてしまい、低レベルな心理戦の末に倒される。最後には、事前に用意していた100個の眼鏡の代わりに大きな石に潰されるか十数える内に自滅するかの選択を迫られる。カウントの間に持ち前の頭脳で逆転策を考えようとするも、十数えるスピードが予想以上に速かったため、考える間もなく身代わりになって潰され、「それは予定外すぎるよ」と言って気絶した。
ロベルトのように人前で神器を使うことこそ無かったものの、自分が天界人だと知っていたため孤独だった幼少時代、「計算の才」を利用して友人を得て生きてきたが、そのため計算の上でのみ成り立つ友情しか作れなかった。四次選考でアノンに裏切られた際も自身の計算で成り立ってきた今までの生き方から「100%勝ち目のない戦いはバカのすること」と一人離脱しようとした。だが本心では自分と同じような立場であり、本当の許しあえる友だったバンとディエゴスターの力になりたく、戦場から逃げようとする自分を、洗脳して無理矢理にでも二人の元へ連れて行ってもらうため、森の前に現れた。しかしその時短絡的に「ボクをメガネ好きにしてください」という頼み方をしたため森に変態扱いされ、さらに結局眼鏡好きにしてもらいバン、ディエゴのもとに駆けつけたものの技を出す間もなくアノンに瞬殺されるなど、ロクな扱いを受けていない（アニメでは彼は眼鏡好きにされていない）。
口癖は「予定通り」「予定内（アニメで予定内は全て「想定内」に変更）」。好きな言葉は「予習復習」（アニメ参照）。
- 能力を使う間もなく森とアノンに負け、そのまま連載終了してしまったため、能力は長年不明だったが2024年12月4日に連載された「うえきの法則エキシビジョン」にて能力が判明する。
- 音を無音に変える力
- 半径20メートル以内の音を無音にする。彼の神器は音の無い「無音の神器」となる。

バン、ディエゴスター、キルノートンの能力を合わせると「無敵の合体神器(見えない生きた無音の神器)」になるが、アノンにはそれを使っても「ボクは倒せない」というような発言をされている（漫画参照）。

### ロベルト十団
本作の悪の組織。
ロベルト・ハイドン
声 - 斎賀みつき
ロベルト十団のリーダー格の金髪碧眼の少年。中学2年生。頭に包帯を巻いている。最強の能力者と謳われ、物語中盤までの最大の敵である。非情な性格だがドグラマンションで当時は能力者ではなかった森を殺さずに戦場から帰そうとする、部下からも慕われているなどロベルト十団のトップとしての器も兼ね備えている。植木と同様、この戦いのために堕とされた天界人で、そしてそのために運命を狂わされた天界人の一人でもある。人間界に堕とされた際に植木より多少年上であったため（当時の植木の年齢は0歳、彼の年齢は2歳だった）、この時点では既に自分が天界人である自覚があり、鉄程度の神器が使えた。
幼少には、幾つかの里親や、孤児院のもとを転々としていた。また、神器などの人間とは違う能力を持っているが故に、周りの人間に恐れられてしまい、周りの子供、ついにはその親にまでも、差別され、虐められていた。しかしその時は差別から守ってくれる友達の存在に支えられていた。しかし、その友達でさえも本心ではロベルトが人間でないことに差別的感情を抱いており、それらの信じていた友達にパン泥棒の濡れ衣を着せられてしまった。挙句の果てに、頼りにしていた孤児院の院長に、「前の里親から多額の寄付金を受け取る代わりに仕方なくロベルトを引き取って、ロベルトを他のところに送ることのできる口実、機会を窺っていた（もし普通に送り出せば寄付金を元の里親に返さねばいけなくなるため）」、という残酷な事実を言い渡された上、「お前はバケモノだ」と明言されたことで、多大なショックを受け、極度の人間不信に陥ってしまった（この際、鉄でその町の3分の1（アニメでは町全体）を破壊している）。そのことにより、天界および人間界を消滅させることを目論んでいた（十団に対しては世界の「秩序」を消滅させ、新しい世界を作ると言っていた）。
天界人としてのレベルは最高の十ツ星で、神器は亞神器である天地創造以外は全て使うことができる。また、レベル2をバトル開始直後から使えたことからも彼の天才ぶりが分かる。
初めて植木と戦った際、地獄に落ちる小林の道連れにされたが脱出、その後ロベルト十団を率いて植木の前に立ちはだかる。ドグラマンションでの植木との戦いの中、落ちてきた瓦礫から庇われたり、鈴子と佐野による植木を守ろうとする行動を目撃したとき以来、自分の行動に疑問を持ち始めるが、そのためマーガレットに見限られ、アノンに体を乗っ取られてしまう。その後植木と森によりアノンから助け出され、植木とも完全に打ち解け、和解した。そのとき本人は今までの行いを植木に対し詫びていた。最終話にて鈴子に雑魚（本人に全くもって悪気はない）と言ってしまい、全治一カ月の怪我を負ってしまった（植木たちはその出来事を「血の惨劇事件」と呼んでいる）ために、このことがトラウマとなったのか、その後、眼鏡でおさげの女の子恐怖症になってしまったことが、続編『+』の4巻のおまけ漫画にて語られる。
後述の通り能力を使った結果寿命が短くなっていたが、前・神様の手によってある程度元に戻してもらうことができた（森曰く、「植木のリバースの凄い版」）。
- 理想を現実に変える能力。

人間を含む生物以外の道具や物体にそれぞれの持つ機能の範囲内で、理想的な能力を付属することが可能。例えばティーカップに使えば落としても決して割れず、中身もこぼれない理想的なティーカップ、シャボン玉に使えば作った者が望むまで決して割れない理想的なシャボン玉、といった具合。
- レベル2：理想化したモノに触れたモノの重力を変える能力。重くする時は赤く、軽くする時は青くなる。

初めて植木と戦った際は、能力で作った重力を操るシャボン玉で攻撃していた。
- 神器は能力と一体化した「理想的な神器」。
- 限定条件：自分の寿命を1年消費する。生物には使えない。

この限定条件でロベルトの寿命が尽きるのを避けるため、ロベルト十団が作られた。
カール・P・アッチョ / カルパッチョ
声 - 高木渉
中学3年生。ロベルト十団の参謀司令官。女好きで趣味はレース編み。十団メンバーの補充などを担当する。卑怯で残忍な手ばかり使い、植木や佐野を騙し、苦しめた。持っている能力も反則的なものであり、自らを「ロベルト以外の能力者には絶対に負けない能力者」と豪語している（新メンバーとして補充したユンパオとカバラが相次いで倒された際には「ロベルトに殺されちまう」と畏怖していた）。だが自身の戦闘センスは微妙なもので、十団の能力を使いこなせているとは言い難かった。佐野と植木の勝負を有耶無耶にし、自身が植木と戦うが、最後は植木のアッパーでKOされる。「だべ」が口癖。ドラマCDでは、十団壊滅後もロベルトとの交流は続けていることを、ロベルト自身が語っている。後のうえきの法則+3巻のオマケ漫画で自分の名前について相談している。
- 他人の能力を自分の能力に変える能力。コピーすることで複数の能力を得ることができるが、発動にはその能力の限定条件も満たさなければならない。アニメでは「他人の能力をコピーする能力」に言い換えられていた。それによって手に入れた能力は以下の通り。
  - 相手の思考を電子メールに変える能力
  - そのため、最後に触れた者の思考が読める。
    - 限定条件：相手に触れる。

  - 自分の位置と相手の位置を逆の位置に変える能力
  - 要は、相手と自分の立ち位置を瞬時に入れ替えることが可能。
  - その他、十団の能力
    - 植木との対戦で使用したのは、黒影の「影を粘土人形に変える能力」、ドンの「指輪をロケットに変える能力」、鈴子の「ビーズを爆弾に変える能力」、ベッキーの「BB弾を隕石に変える能力」、明神の「口笛をレーザーに変える能力」、カバラの「マントを翼に変える能力」。その内「粘土人形」と「レーザー」の能力を多く使用しており、「隕石」の能力は一度しか使用していない。GBA版ゲームではマルコの「トマトをマグマに変える能力」を「粘土人形」の能力とセットで使用している。

- 限定条件：コピーする対象能力者の半径10メートル以内に24時間以上いること。

#### ロベルト十団 団員
メンバーは入れ替え制。十団を倒した能力者が入団資格を得る。内紛などで欠員が出た場合はカルパッチョがスカウトし、補充する。当初は「十団同士の戦闘はタブー」という規則故に大人しくしていると思われたが、意外にアットホームな集団で、リタイアしてからは気が小さくなる者も出て来た（描写のある者は主にアレッシオやドンがそうである）。
明神 太郎（みょうじん たろう）
声 - 山口眞弓
邪馬台中学1年。一人称は「オイラ」。植木を十団に勧誘しに来た少年。カルパッチョがメンバーの補充により不在中は彼が十団メンバーのリーダー的存在で、ロベルトのサポートを務めていた。刈り上げで吊りパン、まるほっぺ、糸目、素足なのが特徴。いつもニコニコしているが、本性は残虐で腹黒い（鈴子の髪を切られた姿を見て嘲笑う、テンコと鈴子を人質に取るなど）。実力は十団でも最強クラスで、天界人レベルで言うと八ツ星レベル。佐野をライバル視していた（が、佐野はあまり相手にしていない）。本来能力者は1人1個ずつしか能力を持てないが、明神は2人の神候補から1つずつ能力をもらい、2つの能力を得ている。そのため、人数合わせをするために別の姿に変装して2人分登録している。治療中の植木をベッキーと鬼と共に襲い鈴子とテンコを倒したが、植木との死闘の末に鉄と唯我独尊のコンボ攻撃により無残に敗れる。敗因は植木曰く、「能力の実践不足」（明神はルール違反の発覚を防ぐため、実戦での「メンコを丸ノコに変える能力」の使用経験が無かったらしい）。「〜ッス」が口癖。
- 口笛をレーザーに変える能力

口笛を吹いたところから発される。威力は上から下に撃つことにより重力による加速が加わった鉄を相殺できるほど。
- メンコを丸ノコに変える能力

丸ノコは何かにぶつかって止まるまで相手を追尾し続ける。明神は丸ノコを避けるために植木がジャンプした瞬間をレーザーで狙い撃ちするというコンボを使い、植木を苦しめた。
多治海四郎
2つの能力を得るために明神が変装した架空の人物。名前は「みょうじんたろう」→「たじうみよんろう」とアナグラム。
鬼（おに）
声 - 大塚周夫 / 松本保典（サンデーCM劇場）
鬼ヶ島学園中学2年。本名は不明。外国人らしい。一人称は「拙者」。寡黙そうだが意外と天然ボケな性格をしている。体は衝撃を吸収する鎖帷子で覆われており、大砲でも傷一つ付かない。治療中の植木たちを明神とベッキーと共に襲い、鈴子を襲ったが、復活した植木の快刀乱麻で倒される。本編ではほとんど見せ場もなくリタイアしたが番外編にはよく登場する。意外とピュアボーイらしい。天界人でいえば五ツ星レベル。嫌物は桃（アニメ参照）。ドラマCD『容疑者・植木耕助の法則』によると、鈴子のことが好きらしい。
- 竹みつを大鋏に変える能力

ベッキー・ウォルフ
声 - 小林由美子
ウエスタン学園2年。一人称は「ウチ」。性別が分かりにくいが女らしい。背が低く、チビと言われたり、子供扱いされるのを嫌がる。ドンとは仲がいいらしく彼を「ドンちゃん」と呼んでいる。鬼や明神と組んでテンコを倒したが、復活した植木の唯我独尊で倒される。夢は（今月中に）一流スーパーモデルになること。「〜です」が口癖。天界人でいえば五ツ星レベル。好物はビーフジャーキー（アニメ参照）。
- BB弾を隕石に変える能力

エアガンを使って、BB弾を跳ばす戦いをした。
マルコ・マルディーニ
声 - 速水奨 / 飛田展男（サンデーCM劇場）
中学3年生。十団の料理人。一人称は「ワタシ」。趣味は料理と野菜栽培（アニメ参照）で、料理に対して異常なまでの情熱を持っており、普段は落ち着いた感じだが、自分の料理を粗末にされると豹変してしまう（明神曰く、「粗末にする者は仲間でも殺す人」らしく、明神たちも畏怖しており、ゲーム版でもマルコの強さを試すためにマルコの料理を見下したロベルトにも激昂していた）。そのため、自分の作ったスープをアレッシオに掛けることで粗末に扱った植木を相当憎んでいた（しかしアレッシオも植木に嫌がらせしてマルコの料理を粗末にしていたが、その件は触れていないなど矛盾が生じる）。また、自身の能力も明らかに食物を粗末にしている能力であり、ゲーム版では佐野にそのことを指摘されかなりショックを受けた。仲間に対して極端に冷たく、植木と戦った際、能力を失って遭難していたアレッシオとドンを植木諸共始末しようとしたため、鈴子の裏切りを招く。鈴子のロベルトへの思いを利用し、仲間割れを起こしたところを騙し討ちにしようとしたが、植木に見抜かれ唯我独尊で倒される。
イタリアンシェフのようだが、夢は日本一の寿司職人。本編では悪役だが、鬼と同じく番外編ではネタにされている。天界人でいえば四ツ星レベル。関連は不明だが、次回作「タッコク」において「喫茶マルコ」という店が登場している。
- トマトをマグマに変える能力

マグマを冷やして固めた奥義火成岩（イグニアスロック）を操る。
ドン
声 - 石井康嗣
中学3年生。力自慢の男。アレッシオと共に植木に嫌がらせをしていた。ベッキーとは仲がいいらしい。持ち才は少ないもののパワー系の才ばかりを持つ（アニメでは持ち才数が多い）。そのパワーでロベルトを優勝に導くと豪語する。素手で岩をも砕く豪腕で、一度は植木を簡単に倒したが、覚醒臓器で修行した植木に再戦して敗れる。夢は筋肉と友達になること。テンコによると天界人で言うと四ツ星レベル。好きな言葉は「馬力・暴力・力うどん 力に勝るものはなし!」（アニメ参照）。十団では珍しく仲間思いでアレッシオが倒された際激昂しており、ゲーム版では十団を裏切った鈴子がロベルトに消されることを悲しんでいたり、鈴子に敗北すると鈴子をロベルトから逃がすのに協力した。
- 指輪をロケットに変える能力

ドンによって威力が調節されている。30%の時は拳に装着される形になるが、100%の時は全身を覆うロケットの形になるなど、主にパンチ力を強化することに使われる。なお、カルパッチョがこの能力を使った際は全て背中にロケットを付ける形になっていた。アニメではさらに50%も登場し、ミサイルのような形となり植木を襲うが、植木の"不惑"で回避された。
アレッシオ・ユリアーノ
声 - 成田剣
中学3年生。ロベルト十団入りした植木を快く思わず何かにつけ植木に嫌がらせをする。性格は超短気でプライドは高いが、裏ではロベルトに「十団最弱」、カルパッチョには「弱虫アレッシオ」と言われている。初対面時から植木と対立し、そのことからロベルトに植木の教育係を任される。植木の遅刻を注意したり、2人で1人の能力者を倒すというロベルトの命令に逆らい手を出さなかった植木が「卑怯」と抗議した際、「卑怯なのは誰だってわかっている。俺が言いたいのはロベルトの命令に逆らう気か」と植木を窘めるなど、感情的ながらも真っ当な意見を述べている。その直後の任務で植木に本当の目的を知らされ、最初のターゲットにされた。通常の能力しかなかった植木を素手のみで圧倒する実力があり、教育係を命じられているにも係らず裏切り者を生んだことで自分の立場が危うくなることを恐れ、植木に「ロベルトに忠誠を誓え」と迫った。しかし最後は天界人として覚醒した植木の鉄に吹き飛ばされてリタイアした。後にドンと共にマルコのマグマに襲われた時に植木に助けられる。
外伝でも新入りの佐野とノマールに絡んでいた。夢はメガネ屋さん。
- 土を大鎌に変える能力

本人の言及によると「獲物を確実に串刺しにする」能力も持っている。小さい鎌を作り、相手の足を刺して拘束することもできる。
カムイ＝ロッソ / 白影（しろかげ）
声 - 櫻井浩美
中学2年生。黒影を入団させた。掟を破った黒影を気絶させたが、その他人を傷付けることに何の感情も抱かない性格のために、植木の怒りを買い直後に気絶させられた。趣味はロボット収集（アニメ参照）。また、アニメにおけるセリフは「（言うこと聞かない）オモチャ」→「ロボット」に変更され、アニメではそのセリフの発言数が多い。
- 影を鉄人形（ロボット）に変える能力

ロケットエンジン搭載。口から鉄球を連射する「白影砲」が使える。
黒木 影男（くろき かげお） / 黒影（くろかげ）
声 - 織田優成
闇雲中学3年。バスケ部のキャプテンだったが、チームメイトを庇って相手チームと暴力沙汰を起こし（最初に喧嘩を売ってチームメートに大怪我を負わせたのは相手チーム）、全国大会出場を取り消されてしまう。報われない正義に失望し、十団入りする。戦いの中で植木に感化されるが、カムイに気絶させられ、リタイアした。後にバスケ部に復帰して、元気に活動する姿の写真を弟が植木に送っていた。趣味は影絵（アニメ参照）。
- 影を粘土人形（クレイマン）に変える能力

クレイマンは自由に形を変えられ、巨大なクレイマンも作れる。
- 限定条件：粘土人形（クレイマン）には触れられない。なお、術者がクレイマンに触れた場合は影に戻ってしまう（カール・P・アッチョが能力を使った際に発覚）。

ノマール・カルライン
声 - 清水愛
漫画では「少年サンデー超（スーパー）」の読み切り作品にのみ登場。気の弱い性格で、勇気を持てるようになるため十団入りした。
- シューズをジェットエンジンに変える能力

この能力でどこかへ飛んでいってしまった。
佐野清一郎&鈴子・ジェラード
上記参照。

##### 十団新メンバー
カルパッチョ曰く、明神を凌ぐ実力者。
カバラ
声 - 杉山紀彰
中学2年生（アニメでは中学3年生）。カルパッチョに勧誘された十団の新メンバー。ナイフ投げ（ナイフはクナイのような形状をしている）を得意とし、裏の世界では有名な殺し屋らしい。カルパッチョ曰く「友達」をゴミクズのように扱っている。登場時はクールな雰囲気だったが、非能力者の森あいと引き分けその際髪がほとんど吹き飛び、その後剃って禿げ頭に。さらに鈴子に敗北してネコに食われてリタイアする。的を見るとつい狙ってしまう癖がある。アニメではナイフ→パチンコ玉指弾、殺し屋→ハンターに変更。
- マントを翼に変える能力

翼を使って自在に空を飛べるようになるほか、翼からセラミック製の羽手裏剣を撃つことができる。その手裏剣の威力はナイフの比ではなく、自分の身長をはるかに上回る木製の椅子を破壊することも可能。
ユンパオ
声 - 矢島晶子
中学2年生（アニメでは中学3年生）。カルパッチョに勧誘された十団の新メンバー。甘いものが大好きな食いしん坊で好物はチョコレートケーキ。太った見かけによらず動きは素早い。甘いものをくれるという条件で十団に入団してきた。ドグラマンション一回戦で植木と戦い、限定条件を見抜かれ百鬼夜行で倒される。なお、植木は相手が能力を使っている間目を見開いていることには気付いていたが、テンコに言われるまでそれが限定条件だとは気付かなかった（その一因に、テンコが限定条件は砂糖を電気に戻す時にするポーズが関係しているといったことにある）。この能力を選んだ理由はただ単に「おいしそうだったから」。十団壊滅後は淀川から甘いものをもらい、その際十団が壊滅したことを教えた。
- 電気をお砂糖に変える能力
- 限定条件：目を見開いている間

直接的な電気の攻撃では回避されやすいため、電気を一度砂糖に変え、相手に振りまいてから再び電気に戻して攻撃するというトリッキーな戦法を取っていた。そのため、大きな蓄電器を背負って戦っていた。

### その他の能力者
李崩（りほう）
声 - 子安武人（幼少期：一田梨江）
鳳凰第2中学2年。一人称は「私」。語尾に「ある」を付けるしゃべり方をする。最強の格闘家だった養父・李龍（りろん）に憧れ、強さを追い求める男。「格闘の才」は持っていないが、努力で強くなった。修行のために参戦、一切能力を使わないことを信念とし、能力なしでも天界人以上の戦闘能力を身に着けており、その実力は神様も一目置くほど。植木と一度戦ったが、岩窟王を止められ敗北を認めて去る。後半戦にまで残り、アノン同様単身で参戦、四次選考へのシード権を得ていた（本人曰く「このアタリくじは私にとってはハズレくじ」らしい）。マリリン戦の前日、植木と戦い天界力をコントロールし、身体を強化する方法を教えた。四次選考では真っ先にアノンと戦い、追い詰められながらも決して信念を曲げずに能力や天界力を使わず敗れる。その信念の強さにはアノンも感心していた。また、植木やアノンの神器は特徴を正確に瞬時に把握して全て的確に受け流し、神器によって一度もダメージを受けたことがない。森のことが気になっている様子。
岩盤をもたやすく砕くという「秘拳・岩窟王」という技を持つ（アニメでは「真・岩窟王」という技も登場）。
- 自分の髪の毛を伸縮自在のこん棒に変える能力

実際にこの能力を使ったシーンは一度も出てこない（ガンジの想像で一度登場したのみ）。
- 秘拳・岩窟王

植木に対して一度だけ使った体術。本人曰く岩盤をもたやすく砕くという体術である。猛スピードで相手に突進し、相手に攻撃を繰り出すようである。だが、植木に岩窟王の弱点である「唯一上下運動していない肩を抑えられる」ことを見破られ止められてしまった。
- 最終奥義「真・岩窟王」

アニメ版にて、アノンとの戦いの終盤で使用。植木に破られた岩窟王の弱点である肩を克服した新技。岩窟王は両手両足を地に着け突進していったが、こちらは立ったまま走り両腕を左右に広げて突進していく。しかし、アノンに頭を抑えつけられてしまい弱点が発覚、そのまま殴り飛ばされて敗北した。
- 暗勁

手から八勁をする中国拳法の技。
- 円の動き

敵の攻撃を手で受け流す。後に植木も模倣で同じ技をマスターした。
- 外門頂肘

肘を使った中国拳法の技。
- 燃え状態

天界力を増したことで炎をまとう。能力を授かっていないとできないらしい。
- 円の捌き

円の動きからの応用技。
- 小円の動き

円の動きからの応用技。で手で小円を描くことを数回繰り返し攻撃を受け流す。
- 硬気功

気功にとって体を硬度を上げる。
平 丸男（たいら まるお）
声 - 三宅健太
隣野中学2年で、植木の初戦の相手。邪魔なものが嫌いで、世の中を自分の思い通りにするため「支配の才」を求める悪人。勝つためなら卑怯な手も平気で使う。佐野いわく、能力者の中でも上位の方だったらしいが、結局は植木に最初に倒される。
- 水を炎に変える能力

うがいをすることで炎の温度が上がる。また、炎を凝縮することで燃やすことよりも破壊力を重視した「炎弾」が撃てる。
- 限定条件：口に含んだ水

足立 駿夫（あだち はやお）
声 - 高城元気
水無月中学2年。陸上部で落ちこぼれ扱いされていたため、走りの才を求めており、走りの才を持っていた植木に対し、屈折した感情を持っていた。植木に敗れた後アニメではすぐに改心したが、原作では翌日植木を呼び出して改心したフリをして、走りの才を失わせようと試みたが、植木の行動により本当の意味で改心する。
- 綿を杭に変える能力

山田 八十吉（やまだ やそきち）
声 - 市来光弘
土津木中学3年。空白の才を盗みの才にし大泥棒になると言っていた。本来は佐野を狙っていたが、不在のため代わりに植木を攻撃した。そして能力を言う間もなく返り討ちにされた。
- 石を??に変える能力

能力を言う前に植木に倒されたため不明だが、作者によると「強い意志」に変える能力とのこと。
馬場 淳一（ばば じゅんいち） / B・J（ビー・ジェー）
声 - 谷山紀章
岩永中学2年。ヒップホッパーで、植木と気が合った。植木のことを「ブラザー」と呼ぶ（漫画では、普通に植木と呼んでいる）。自分をロベルトと偽り（本物のロベルトの顔は知っていた）、相手が驚いた隙に攻撃する戦法で勝利を重ねていた。おちゃらけた言動と呼吸をするようにウソをつく性格で、植木との戦いでもロベルトの名を騙ったが、当時の植木はロベルトを知らなかったため通じず。単純な実力でも植木にはまるで歯が立たず、さらにこの戦いの直後に現れた本物のロベルトに気絶させられ脱落した。原作では植木に敗れた後も性懲りもなくウソをついていた（交戦後には名乗る偽名をロベルトから植木に変えている〈アニメでは「なんてな、BJだ」と付け加えられた〉）が、アニメでは植木に説得されウソをつくのをやめている。敗退後も植木や森の友人となり、白影戦では絶体絶命のピンチから植木を救出し逆転勝利を助けた。原作ではこの白影戦以降登場していないが、ドラマCDではレギュラーの扱いを受けている。
- 硬貨を風に変える能力

十円玉などの硬貨を風に変え、竜巻のようにして攻撃した。アニメでは「コインを風に変える能力」に言い換えられた上、貨幣ではなく「BJ」と刻まれた独自のコインを円盤のように回し飛ばして風に変えていた。
ボーロ・T
声 - 加瀬康之
浜の中学二年、留学生。口癖は「〜じゃん」で、裁縫が得意。アニメでは空白の才を使ってこの世を思いのままにすると言っていた（それを植木から「悪」と返される）が、植木の頭突きでKOされた。才数は215件で、石蹴りの才・捕獲の才・瓦割りの才といった才能も活用していた。
- 頭をダイヤモンドに変える能力

ダイヤモンドヘッドでの頭突きは、植木の木も裂いた。
- 限定条件：ポケットに手を入れている間

鬼山紋次郎（おにやま もんじろう）
声 - 小西克幸
土井仲中学3年。乙女座O型。通称「鬼紋」。過疎の生まれ故郷を救うため、村おこしの才を求めた。「正々堂々」が信条で、不意打ちを好まず、倒した相手の治療をする。植木に負けた後、植木に打倒黒影の特訓をつけた（が、フルパワーを発揮した黒影の前ではそれも無意味であった）。特訓後、村おこしを自力ですることを決意し、植木といつか能力抜きで戦いをする約束をする。「だりぃ」が口癖で、人の名前を略する癖があり何かと言葉を略して話す（例として植木のことを「木助（きすけ）」と呼んでいた）。才数は299件とボーロ・Tを上回り、作中では「回避の才」を使用した。
- 蹴り飛ばした土を鉄球に変える能力

蹴りの強さによって鉄球の大きさも変わる。トゲつきの鉄球も作ることが可能。
- 限定条件：蹴った土

神楽（かぐら）
声 - 堂岡孝行
舞野中学二年。ロベルト十団のアジトを見つけたが、鬼に呆気なく倒された。悪行で有名なロベルト十団を狙っていた。名前はアニメで判明。
- 木の葉を笛の音で刃に変える能力

## 神候補
天界人の中から神によって選ばれた者たち（ただし居酒屋で飲んでいたコバセンを誘うなど選考理由は不明）。担当した中学生が優勝した神候補が、次の神になることになっている。そのためどの神候補も（一部を除き）自分の担当する中学生を優勝させようと躍起になるため、その行動は厳しく制約される。例えば、神候補が戦いを直接サポートしたり、1人の神候補が2つ以上の能力を与えたりしてはならず、これに違反すると地獄（ここでいう地獄は刑務所や鑑別所のようなもの）に落とされる。植木がロベルト十団に入ってからはあまり登場しなくなった。
コバセン / 小林先生（こばやしせんせい）
声 - 森功至
12月25日生まれ。B型。32歳。火野国中学の教師。通称コバセン。植木に能力を与える。がさつで豪快な性格だが、本当の正義を貫く者を求めていた。幼いころ、ビルの屋上から落ちた植木を助け、憧れの対象にされていたが小林本人は気づいていなかった。ある雪の日、捨てられた子犬を一人で暖め続けていた植木を見て、「このバカの正義を見てみたい」と思い、中学での再会前、当時小学6年だった植木に能力を与え、その正義を見定めていた（無理難題を吹っかけて試すような真似をしたことには後ろめたさがあったのか、地獄落ちの際に植木にそのことを詫びていた）。その後植木とロベルトの戦いの際に、高所から落とされた植木をかつてと同じように受け止め、「こんなバトルやめちまえ。お前の好きなように生きろ、お前の人生だ!」と言い残し、ロベルトを道連れに地獄へ落ちる（その後、火野国中学では転勤ということにされた）。
その後もテンコを植木の元に向かわせたり、地獄にいながらも植木たちの手助けをしていた。その後、森あいの担当となる。最終回で地獄から解放された後は植木の「再会の才（空白の才）」の効果もあって火野国中学に戻り、再び植木・森のクラスの担任教師となる。「少年よ、正義を抱け」という言葉を生徒によく言っている（『少年よ大志を抱け』からの造語）。
2024年12月4日に掲載された「うえきの法則エキシビジョン」にて花鳥風月で飛んでいるシーンがあるため九ツ星以上の天界人であることが判明した。
ワンコ / 犬丸（いぬまる）
声 - 石田彰
1月5日生まれ。A型。28歳。佐野の担当でコバセンの後輩。理知的だが小林には振り回されてばかりいるが素直に彼を尊敬し、慕っている。当初は佐野のことを「ハチマキ君」と呼んでいた。カルパッチョにより天界の吸血生物「デス・ペンタゴン（普段は五角形の黒子の形をしており、生物の血を残らず吸い取るという凶悪生物。カルパッチョがマーガレットに頼まれ仕入れた。カルパッチョの合図で犬丸の血を吸い始めるように麻酔がかけられていた）」を取り付けられ佐野に対する脅迫材料にされていた（この間犬丸は自分が人質にされていることを知らなかった）。植木と佐野の戦いの後でそれを知った犬丸は、佐野を助けるため、森に能力を与え（二人以上の人間に能力を与えることはバトルにおける最上級のルール違反になっていた）自ら地獄に落ちた。その後特例により佐野の担当は継続。地獄でも相変わらず小林にイジられていた。特技は林檎を素手で割ること。優勝した植木チームの全員一致の選択により、次の神に選ばれた。
2024年12月4日に週刊少年サンデー2025年1号に掲載された「うえきの法則エキシビジョン」にて花鳥風月で飛んでいるシーンがあるため九ツ星以上の天界人であることが判明した。
よっちゃん / 淀川（よどがわ）
声 - 鳥海勝美
六ツ星天界人。座右の銘は「平々凡々」の冴えない男。小林の後を受け継いで植木の担当になる。しかし当の本人はマーガレットが神になった際に補佐に就く密約を交わしており、植木にはとっとと負けて欲しいと思っていた。しかし植木がなかなか負けないためマーガレットに見放されてしまう。結果的に植木に助けられ、本当の意味で協力するようになる。だがその後も地獄の看守を賄賂（植木たちが三次選考第一試合で手に入れた神様ブロマイド）で買収するなど、セコい性格は変わっていない。“神”ではなく、あくまで神“補佐”になるのが夢とのこと。しかし、作中終盤近くから登場しなくなり、最終回で犬丸が神に就任した際、淀川自身が神補佐に就任できたかどうかについては触れられていない。
ネロ
声 - 中田譲治
ヒデヨシの担当。たいようの家で子供たちの世話をしていた。人間界に来たのは人助けをするためだったが、天界人は人間界に長期滞在してはいけないというルールがあったため、そのルールが適用されない神候補となった。神の座にはまったく興味が無かった。ヒデヨシを庇い能力者に手を出してしまったため地獄へ落ちる。後に、犬丸が神に就任したことで地獄から解放された模様。
マーガレット
声 - 池田秀一
ロベルトの父親兼担当。金髪で糸目。神候補としてロベルトを優勝させるべく、ロベルト十団やバロウチームを組織して彼をサポートする。物語後半、アノンの父親（地獄人）に体を乗っ取られていたことが判明。植木とのバトルで改心し「人間を憎む心」を失ったロベルトを見限り、息子・アノンを代わりに参戦させた。計画は順調だったが、神との直接対決で考えを改め天界人と地獄人の争いに終止符を打つことを決意する。しかし、真の狙いを明かしたアノンの暴走により事態は急転。世界の滅亡を食い止めるべく、自身が取り込んでいた天界獣の覚醒臓器を使い植木を十ツ星へと鍛え上げ望みを託す。バトル終了後はアノンと共に地獄界へ送還され、最後まで自身の姿や名前は不明のままであった。どの時点でマーガレットと入れ替わったのかも不明だが、少なくともロベルトを人間界へ落とした時点では既に計画がスタートしている。
ザック
声 - 市川治
ネロの後を受け継いだヒデヨシの新しい担当神候補。ヤクザとつるんでいたためヒデヨシから嫌われていた。カプーショチームにヒデヨシを入れるため、たいようの家を破壊しようとした（ただし、植木曰く「神候補が能力や神器で他人の財産を破壊してはならない」というルールがある）が失敗し、ヒデヨシに酷い目に合わされた。
ガンジ
声 - 今井昭暢
李崩の担当神候補。高齢の老人。セリフは無いが天界にも来ていた。
ミケ
鈴子の担当神候補。最初からマーガレットの部下で、鈴子を十団に入れるために能力を与える。鈴子とはそれ以来1度も会っていないらしい。ドラマCD『容疑者・植木耕助の法則』で死亡する。
ラファティ
声 - 小桜エツ子
平丸男の担当。バレはしまいと、能力に用いる水の補給を手伝い、さらに佐野に金縛りのようなものをかけ、戦いをサポートしたため、平のリタイア直後に地獄に落ちる。アニメでは地獄で労働している描写があった。後に犬丸が神に就任したことで地獄から解放された模様（地獄界にいる天界人が誰か1人神になれなければ全員死刑という神の発言があり、コバセンが解放されたことから）。
足立の神候補
声 - 下山吉光
アニメのみに登場。眼鏡をかけ、スキンヘッドに筋骨隆々とした容姿。足立に植木と戦うことを推薦した。

## その他の天界人
神様
声 - 小杉十郎太
現在の神を務める十ツ星天界人。55歳。「中学生同士の能力者バトル」の発案者。歴代の神の中で一、二を争う知略家にして、一番のお調子者とも言われる神。基本的に仕事はサボってばかりだったようだが、守人の一族と天界人との諍いを治めたいという強い信念があった。本人曰く魂（ソウル）そのものを具現化した奇抜なファンキーファッションを好む。豪放磊落で女好き。
25年前（当時30歳）、先代の神にその才能を見込まれて神に就任したが、神としての仕事をサボって人間界に遊びに行った際、中学時代の植木春子と出会う。終始彼女に振り回されてまわったが、彼女の行動により「未来」の大切さを知り、「次の時代は未来を夢見る若いもんが作るべきだ」と、次の神の選抜と過去に囚われる守人の一族の改心を促すという課題を、中学生によるバトルに委ねることにした。バトルのルールは完全に彼の独断で決められており、それは一見ずさんに見えるものの、その全てに守人に対抗するための緻密な仕掛けが施されていた。
三次選考終了後、マーガレットの野望を止めるため彼と激闘を繰り広げ、死闘の末にマーガレットを改心させることに成功するも、アノンに不意打ちされて瀕死の重傷を負い、取り込まれてしまった。植木とアノンとの戦いが終わった後は治療獣で一命を取り留める。マーガレットを乗っ取っていた守人が結局本名を明かさずに去ってしまったことに少し寂しげだった。
ドラマCD『容疑者・植木耕助の法則』では、天界警察の署長も兼任しているという設定。その理由は、天界警察の人員不足によるもの。
パグ
声 - 辻谷耕史
植木の実父であり、天界力のコントロールにかけてはロベルトやマーガレットに並ぶ天才。神選出のバトルのルールを知り、天界人が人間に比べ基礎能力が優れていることに目をつけ、マーガレットと共謀しバトルに備え自らの子供を人間界に堕とす。しかし神には全て見透かされており、マーガレット＝守人を誘き出すため罪は時効まで黙認されたものの、パグ自身が神候補に選ばれることはなかった。
エリート街道から失脚し堕落した人生を送っていたが、三次選考中天界で息子・植木と出会い、自分が実父であるということを伝えようとしたが、植木の「本当の父親も養父も自分にとっては本物」という言葉を聞き、慙愧の念から断念。その後は新天界人である植木をレベル2にするため、植木の元々持っていた天界力のみをテンコに移植し去っていった。
神の遣い（神補佐）
声 - 沢村真希
神様の補佐（秘書のような役割）を務める天界人。アニメのEDテロップでは「神補佐」と表記される。小柄な体型、笠をかぶってスーツを着ているのが特徴。また、その笠を拡大して天界への移動にも使用できる。笠を外した頭は鉛筆の芯を髣髴させる尖った髪型である。仕事は有能でテキパキこなす。能力者たちに神からの御知らせを伝えるために世界を駆け巡る。また、ルール違反の取締りもしているのか、試合外で戦っていた植木と李崩を失格にしようとした（が、李崩に記憶を失うつぼを叩かれ、その場で気絶してしまう）。また、神様の若い頃であった25年前は別の人物が神補佐を勤めている。

## その他の人物
鈴木 桜（すずき さくら）
声 - 江川央生
火野国中学1年B組。かなりの強面であるため、火野国中学最恐の男と恐れられていた。本人は道場の師匠（声 - 藤本譲）から教えられた「本当の強さ」を知るため、人を殴るのをやめていたが、植木に出会うことにより、「本当の強さ」を知ることができ、黒岩に狙われていた植木を守るために黒岩と黒岩が雇った大男を殴り飛ばした。単行本のおまけによると初期設定では美形だった。本編には1巻にしか登場していないが、その後はおまけ漫画に登場することが多く、『うえきの法則+』3巻のおまけでは自分の（本編での）出番が1巻しかないことに不満を持っていた。髪の色は原作では黄色（単行本16巻の裏表紙より）、アニメでは茶色である。
大介（だいすけ）
声 - 大竹美佳
桜に助けられた子供。母親が病気で黒岩に助けを求めるが治す金が無いという理由で母親を足蹴にされる。その怒りで黒岩の車に犬のフンをばらまいて、それを見ていた桜にかばわれる。そのことに責任を感じて桜に抗議した。事件解決後、母親は別の病院に入院することとなり、桜にかばってくれたことに礼を伝えるように植木に頼んだ。アニメでは植木、桜と一緒に黒岩に捕まっており、黒岩が倒された後のエピソードはカットされた。
黒岩（くろいわ）
声 - 野島裕史
「黒岩ニコニコクリニック」の院長で悪徳医者。ニコニコしているが、金を払えない病人を笑いながら踏むなど、冷酷な男。その恨みから車に悪戯をした少年と、その罪を被った桜を追い回していた。病人を傷つけた恨みに関して本人は「貧乏な方が悪い、診てもらえなかった逆恨み」と称している。近所の病院の院長からは黒岩とは大学の同期で「昔から自分のことしか考えていないイヤな奴だった」という。森からゴミを渡された植木の反撃で倒された。その後は植木への復讐で凶暴そうな大男を雇ったが、偶然再会した桜に大男共々殴り飛ばされる。ボロボロの状態で病院へ帰ろうとしたものの植木に病院そのものを破壊され全てを失い涙を流しながら絶望した。その後どうなったかは不明。自分の病院を「城」と呼んでいた。ゴルフクラブが凶器だが、アニメでは鞭に変更された。アニメでは植木に敗北した後は登場しない。
花村たまこ
声 - 茅原実里
火野国中学1年C組。森の親友。植木が女子に好かれる才を失ったのと同時に植木を邪険にし始める。
五田（ごだ）
声 - 高口公介
水無月中学2年陸上部部員で、足立の同級生。自身の脚を速いと慢心する非常に傲慢な性格であり、部内の落ちこぼれである足立に「部をやめろ」「お前にグラウンドで走る権利はない」などと見下し高圧的な態度を取っていたが、その場にいた植木の怒りを買い、ゴミを木に変える力で作った2本の木の棒で顔を挟まれ制裁された（このことで植木は「走りの才」を失う）。原作では完全に冷酷な人物だが、アニメでは足立に「お前には裁縫の才能があるから手芸部に移れ」と皮肉っているが、この点は原作よりマイルドになっている。
日比木フクスケ（ひびき フクスケ）
つばめ小学校1年1組。父親は写真家。植木を絵本に出てくる「木の大魔王」だと思い込み、植木に付き纏う子供。アニメ未登場。
風鈴市の大魔王（ふうりんしのだいまおう）
声 - 大橋佳野人
チンピラたちのリーダー。事故でコーヒーをかけたフクスケに絡むも植木のゴミを木に変える能力で倒される。その後、「殴リスト（なぐリスト）」と称してフクスケを殴ろうとするも仲間ともども鬼紋に倒される（その上、手当てまでされている）。アニメでは自分にアイスを事故で付けた気弱そうな少年に絡み、それに割って入った植木を袋叩きにするも、途中から乱入した鬼紋に倒される。
黒木 照男（くろき てるお）
声 - 神崎ちろ
黒影の弟。受けた恩を100倍にして返すのが家訓らしい。兄を探して行き倒れになりかけていたところを植木たちに助けられる。恩の返しの限度を知らないなどかなり不器用。黒影が正気に戻った時に、植木に黒影の元気な姿がある写真を見せた（アニメではその写真を100倍に拡大して植木に送った）。
院長（いんちょう）
声 - 茶風林
幼少期のロベルトが鈴子の町に居た際に住んでいた孤児院の院長。周りから迫害を受けるロベルトを庇っていたが、本当は彼の能力を恐れており、庇っていたのは彼を引き取ることで金を受け取っていたからに過ぎなかった。パン泥棒の濡れ衣を着せられたロベルトを前に遂に本性を現し、とどめの言葉を言い放ち、彼が人間不信に陥る最大の原因となった。
ケンタロウ
声 - 桃森すもも
たいようの家の孤児の一人。内気な性格で、他の子供たちと遊ぼうとしなかった。ニコに誘拐され、ヒデヨシを誘い出す人質にされる。救出された後、植木に勇気付けられヒデヨシにたいようの家の危機を知らせた。その後ザックに囚われた子供たちと、カプーショに手足を凍らされたヒデヨシを助けるなどの活躍をした。
植木 源五郎（うえき げんごろう）
声 - 千葉繁
植木耕助の義父。人間界に落とされた耕助を自分の子として育てる。アウトドア派。「○○するのと××するの、どっちがいい？」と「事実は小説よりも奇なり〜!!」が口癖。職業は小説家だが、植木との出会いをモデルにした作品『空からの贈り物』以外はあまり売れていないらしい。妻の春子とは中学生の頃からの付き合いという相思相愛のカップルだった。小説を書く以外のことには興味がないらしいが、春子は彼のそんなところも好きだったという。実の息子ではないが、耕助のことを大事に思っているのは確か。
植木 翔子（うえき しょうこ）
声 - 小坂あきら
植木耕助の義姉。心配性で過保護。また、そういう家族の雰囲気があるためか親子、姉弟揃ってかなり天然。インドア派で、格ゲーが得意。母親の影響なのか、看護学校に通っているが、怪我の治療法はいつもおまじないという少し頼りないお姉さん。実の弟ではないにしても、弟の耕助のことをとても大事に思っている（耕助が「女子に好かれる才」を失った後でも普通に接していた）。
植木 春子（うえき はるこ）
声 - 林原めぐみ
本作における物語全体のキーパーソン。源五郎の妻であり、翔子の母。物語開始から13年前に事故死。耕助にとっては義母にあたるが、耕助が人間界に落とされたのは彼女の死後（死んだ日）なので直接会ったことが無い。アニメではカレーライス好きという設定で、命日には毎年カレーを食べるのが植木家での恒例である。25年前（『うえきの法則+』では27年前）の、出来て間もない頃の火野国中学の生徒だった。
中学生の頃、人間界に遊びに来た神様と出会い、彼を大いに振り回す。かなりハジケた性格であったが常に明るく前向きで、将来の夢である看護師を目指して勉強中だった。未来を見つめて生きるその姿は神様の心を動かし、後の神選出バトルの出場者のモデルとなった。神様がいつも身につけているサングラスは彼女がプレゼントしたもので、お返しに十字架のピアスをもらう。
森の父
声 - 下山吉光
本名不明。娘・あいを溺愛しており、なおかつよく面倒を見ている。趣味はゲーセン通い。続編『+』の冒頭にも再登場。
オッサン
コミックのおまけマンガに登場する関西弁でしゃべるロボット。777個の機能がついているらしいがその機能は使えるのか使えないのか微妙なものばかり。明神のメンコの絵柄としてアニメにも登場。『うえきの法則+』2巻のオマケ漫画にも登場していた。
かかしの大吾
鬼紋が対黒影用に村から連れてきた案山子。
趣味はコスプレ。
ゴン爺（ゴンじい）
声 - フルヤミツアキ
アニメのみに登場。鬼紋が住む村の住人である老人。体調を崩した際、村から離れた病院に鬼紋に連れて行かれる。
山田（やまだ）
『うえきの法則+』で登場。火野国中学校の生徒。鈴原とは親友だったが、とある事情で鈴原に関する記憶を失ってしまった。
鈴原（すずはら）
『うえきの法則+』で登場。火野国中学校の生徒。山田とは親友だったが、記憶を失ってしまった山田に困惑する。

## 天界獣
天界に住む天界力を食べる獣。元々は天界人を襲い喰らう天敵であったが、現在は品種改良によって小型化され、ペットにされている。天界人のレベルである"星"を計る十の目と、天界人をうまい餌に育て上げる覚醒臓器（その中で特訓をすると通常より遥かに早く星を上げられるが、特訓を24時間経ってもクリアできないと消化されてしまう。一度特訓を始めると、クリアするまで外に出られなくなる）を持っている。また、治療獣と呼ばれる回復用の獣や、バリアを出すこともできる。人間を傷つけることはできず、もし傷つけてしまうと天界獣は消滅してしまう（天界人が相手なら大丈夫らしい）。また、天界人の星を七つ上げた時点で死んでしまう。現在の天界獣は小型であるため覚醒臓器が使えない。
テンコ
声 - 長嶝高士（大） / 斎藤千和（小）
本作のマスコットキャラクター。人間の年齢で言うと17歳だが実際の年齢は60万歳を超えている（正確には68万7317歳）。突然変異によって先祖返りを起こしており、巨大な姿をしている。植木と最初に会った時、ニワトリと間違えられた。
天界人を食べたという罪で数十万年の間地獄の監獄で過ごしていたが、コバセンの策略により脱走し植木と出会い、彼に説得されて友達となり、覚醒臓器などで植木をサポートするようになった。普段は小手のような形になって植木の腕に付いており、その際は大きさに合わせて小型の獣の姿の上半身で現われる。
かつては天界人の役に立てることを誇りに思っていたが、成長するに従い巨大になっていく姿を一方的に恐れられ疎まれるようになり、遂には転んだ少年を助けようとしたところを襲ったと誤解され捕縛、天界人を食べたという冤罪を着せられて地獄に投獄されてしまっていた。そのため、植木以外の天界人は皆嫌い。
十団との連戦で倒れた植木を守りベッキーの隕石を受けた際に右の角が折れてしまっている。パグによって植木の神器の天界力の入れ物にされたこともある。
戦いの後は冤罪が晴れ、守人の一族に取り込まれた結果生き残っていた古代天界獣たち（声 - とろ美）と天界で暮らしている。猫舌のくせに、牛丼や焼き芋のような熱い食べ物ばかりを好む。
ナビ獣（ナビじゅう）
声 - フルヤミツアキ、宮内あい、洞内愛
天界獣の覚醒臓器に住む生物。天界人のレベルによって様々な種類が登場する。

## 地獄人
天界人とは古くからの因縁があり、かつては互いの領土を奪い合う敵対関係だった。神器のような特殊能力は持っていないが、それを補って余りある超身体能力を持つ。
現在は守人の一族を除いて、天界とは不可侵条約（地獄人が天界へ入ると、地獄界へ強制的に送還される）を結んで和解している（もめごとをなくすため、不可侵条約は継続されている）。
守人以外の地獄人（看守など）は、妙なスーツ（というより着ぐるみ）を着て登場している。

### 守人の一族
地獄界で唯一、他者の体を取り込むことで、取り込んだ相手の姿とその能力を自在に使うことができる一族。代々天界獣を体の中に取り込んでいることにより、天界人からは「守人」と呼ばれる。天界人を取り込むことで不可侵条約を無視して天界へ侵入している。地獄人の中で天界人と地獄人の間にいまだ根強い柵を抱いている勢力であり、代々天界の乗っ取りと空白の才を狙っている。守人として空白の才で何をしようとしていたかは最後まで明らかにならなかった。
アノン
声 - 福山潤
地獄人。守人の一族の末裔。天才だが自分に対して自信は持たず、常に勝つための努力を惜しまない。善悪の概念を持っておらず、何の悪意も躊躇も無いままに冷酷非道な行いを繰り返す。ロベルトの体を取り込むことにより、彼に成り代わってバトルに参加する。
父親の言うことに従っているように見せて、実は守人一族代々の使命を果たす気など毛頭無く、自分自身の夢を叶えるために幼い頃からずっと修行を続けていた。その夢とは、守人の使命などに縛られること無く、自分の人生を自分で切り開き、自分の幸せを得るため、周りの障害、つまり全ての人間、天界人、地獄人を滅ぼすこと。この夢に対する想いは強く、“夢への渇望”を力にした十ツ星神器魔王の威力は桁外れであり、神とマーガレットの物は全弾撃ち尽くしても周囲が穴だらけになる程度だったが、アノンの魔王は幅数百メートル程度の範囲を地平線まで削り取る威力を誇る。
カプーショチーム戦直前に植木たちを襲って棄権させ、バロウチームをあてがうなど植木たちに経験を積ませ強くなることを求めていたのも、自分に本当に夢を叶えられるだけの力があるのか不安だったため、自分を止められるものなど誰一人いないということを証明するために他人を強くさせていた。
三次選考終了後、偽マーガレットとの戦いが終わった神を不意打ちしてその体と能力を乗っ取り、四次選考のルールを作り変え、李崩、佐野、鈴子など、能力者を次々と倒した。その後十ツ星となった植木との決戦の末、魔王により倒され、自分の夢に足りなかった物を悟り、神を解放した後、地獄界へと強制送還された。
アニメ版では強くなりすぎた自分を否定し、倒してくれる存在を求めていたことになった。
- ロベルトを取り込んだことでロベルトの能力である理想を現実に変える能力と理想的な神器を使えるようになる。さらに四次選考開始直前に神を取り込んだことで、神の神器や亜神器も併用可能（ロベルトと神の神器を同時に使う）になった。

アノンの父親（偽マーガレット）
声 - 池田秀一
神候補。ロベルト十団、バロウチームを組織した。取り込んだ天界獣の覚醒臓器でロベルトやバロウたちの"星"を上げた。13年以上前から十ツ星天界人であったマーガレットの体を乗っ取っており、ロベルトを人間界に堕とした張本人。ロベルトが人間を憎ませるように仕組んだ。そして、用済みとなったロベルトをアノンに倒させ、彼に成り代わらせる。
後に神との戦いの中で彼の生き方に理解を示し、四次選考への介入を辞めようとしたが、神がアノンに倒され、アノンの本当の目的を知ったため植木の前に現れ、天界獣の姿になり、彼を十ツ星にした。神との戦いで傷ついた状態でも、植木を一蹴できるほどの実力の持ち主。最終決戦後はマーガレットを解放し、アノンと共に地獄界へと強制送還される。本名は最後まで不明。